# Techniker Krankenkasse
Die Techniker Krankenkasse (TK) ist eine deutsche Ersatzkasse und damit Träger der gesetzlichen Krankenversicherung. Sie ist bundesweit geöffnet und mit 12,1 Mio. Versicherten die größte deutsche Krankenkasse. Die TK ist eine Körperschaft des öffentlichen Rechts mit Selbstverwaltung. Sie ist Mitglied im Verband der Ersatzkassen (vdek). Seit September 2016 tritt die Krankenkasse unter der Marke Die Techniker auf.

## Geschichte

### Gründung

Logo der Techniker Krankenkasse (1884)

Am 27. Oktober 1884 wurde die Eingeschriebene Hilfskasse für Architekten, Ingenieure und Techniker zugelassen. Die Gründung erfolgte am 3. August 1884 in Leipzig. Der Deutsche Technikerverband rief damit eine eigene Krankenkasse ins Leben, die nach dem Prinzip der Selbstverwaltung organisiert ist. Bis zur Gründung der Eingeschriebenen Hilfskasse für Architekten, Ingenieure und Techniker Deutschlands waren alle Standesangehörigen gezwungen, einer „mehr für Gesellen und Tagesarbeiter berechneten Kasse angehören zu müssen“. Oberstes Ziel der Hilfskasse mit damaligem Sitz in Berlin war in den Gründungsjahren der Aufbau eines sicheren wirtschaftlichen Fundaments. Ziel war, ihre Mitglieder in schwierigen Lebensphasen zu unterstützen. Der Hauptsitz wurde in der Berliner Markgrafenstraße 94 in Berlin-Mitte eingerichtet. Kurze Zeit später zog die Kasse in die Große Präsidentenstraße im selben Bezirk um.
Nach der Reichsversicherungsordnung von 1913 konnte der Krankenversicherungsverein auf Gegenseitigkeit für Ingenieure, Architekten und Techniker Deutschlands nicht mehr als Ersatzkasse, sondern nur noch als Zuschusskasse agieren. Von fast 4000 Mitgliedern im Jahr 1913 sank ihre Mitgliederzahl deshalb auf nur noch 908 im Jahr 1927. Versuche, die gesetzlichen Vorgaben zu ändern, scheiterten.
Am 27. Mai 1919 wurde der Bund der technischen Angestellten und Beamten, kurz BUTAB, ins Leben gerufen. Diese Gewerkschaft erreichte, dass Berufsverbände mit mehr als 10.000 Mitgliedern die Möglichkeit hatten, ihren Versicherungsverein auf Gegenseitigkeit in eine Ersatzkasse umwandeln zu lassen. Sie machte dem Krankenversicherungsverein der Techniker ein entsprechendes Angebot; am 17. Oktober entstand die Berufskrankenkasse deutscher Techniker, Ersatzkasse. Bis 1927 stieg die Mitgliederzahl auf 5404 Personen.

### Nationalsozialismus
In der Zeit des Nationalsozialismus wurde die TK den Interessen der Nationalsozialisten untergeordnet und ihre Selbstverwaltung aufgelöst. Führungspositionen wurden mit NS-Funktionären besetzt, die in der Regel vom Geschäft der Kassenführung keinerlei Kenntnisse besaßen.
Die alliierten Bombenangriffe während des Zweiten Weltkriegs setzten der Kasse zu: Im Oktober und November 1943 wurden vier Geschäftsstellen ausgebombt. Am 22. und 23. November 1943 fiel die Hauptverwaltung in der Alten Jakobstraße 81/82 in Berlin weiteren Bombenangriffen zum Opfer, bevor sie im März 1945 vollends zerstört wurde. Die Berufskrankenkasse der Techniker – so nannte sich die TK in der damaligen Zeit – hatte dieses Gebäude wenige Jahre zuvor, im Jahr 1939, erworben.
Das Bürogebäude und die meisten Geschäftsunterlagen waren zerstört, lediglich ein Teil der Mitgliederkartei konnte geborgen werden. Die Kartei wurde nach Deutsch Krone (heute: Wałcz) ausgelagert, ging jedoch bei der Flucht vor der heranrückenden Roten Armee verloren.

### Nachkriegszeit
Nach dem Krieg wurde von den Hauptsiegermächten sowie einigen deutschen Experten favorisiert, das berufsständische Gesundheitssystem durch eine Einheitsversicherung zu ersetzen; nach der Gründung der Bundesrepublik 1949 wurde dieses Vorhaben jedoch fallengelassen. Das Grundgesetz für die Bundesrepublik Deutschland und das Sozialversicherungs-Anpassungsgesetz aus dem Mai und Juni 1949 gaben den Berufskrankenkassen wieder Rechtssicherheit.
Erst am 17. April 1953 ging die fast 20 Jahre dauernde Zwangspause der Selbstverwaltung bei der TK zu Ende. In Hamburg trat die erste Vertreterversammlung nach dem Zweiten Weltkrieg zusammen. „Nach fast 20-jähriger Bevormundung hatten die Versicherten wieder die Möglichkeit, nach demokratischen Grundsätzen tätig zu sein“, schrieb 1963 der Vorsitzende der Vertreterversammlung, Heinz von der Lieth, im Mitteilungsblatt der Kasse zum zehnjährigen Jubiläum der Selbstverwaltung.
Die erste Aufgabe der Selbstverwaltung war es, die Versicherungsbedingungen zu überarbeiten. Außerdem musste eine neue Satzung aufgestellt werden, um die Tätigkeit von Vorstand, Vertreterversammlung und Geschäftsführung voneinander abzugrenzen. Die Vertreterversammlung trat mindestens zweimal im Jahr zusammen. Sie beschloss die Versicherungsbedingungen, stellte den Jahreshaushaltsvoranschlag fest und nahm die Jahresrechnung ab. Die Mitglieder der Vertreterversammlung wurden nach 1953 bei den alle vier Jahre stattfindenden Sozialwahlen gewählt. Vertreterversammlung und Vorstand sind zum Verwaltungsrat verschmolzen. An der Bedeutung der Selbstverwaltung hat sich nichts geändert. Der Verwaltungsrat hat eine ähnliche Funktion wie der Aufsichtsrat in einer Aktiengesellschaft. Er beschließt Satzungsänderungen für Kranken- und Pflegeversicherung und den Haushaltsplan. Dieses System ist bis heute in Kraft.

### 1960er-Jahre bis zur Wiedervereinigung
Im März 1963 rief die Geschäftsleitung der Berufskrankenkasse für Techniker (BdT) die Mitglieder unter dem Motto „Die Kasse selbst verwalten, heißt sie auch selbst gestalten!“ dazu auf, Vorschläge für ein neues Logo einzusenden. Der Ersatz für das als nicht mehr zeitgemäß geltende Emblem sollte den Begriff „Technik“ mit der Abkürzung des Kassennamens verbinden sowie problemlos in Leuchtschrift an einer Hausfassade anzubringen sein. Am 1. April 1964 wurde das neue Emblem eingeführt: die Buchstaben TK als Abkürzung für den gleichzeitig angenommenen Namen Techniker Krankenkasse über einem Zahnrad. Im Juli 1965 erfolgte die Vereinigung mit der Berufskrankenkasse der Werkmeister (Ersatzkasse). Die TK wurde damit zur Ersatzkasse für alle technischen Berufe. Ihren Namen führte sie unverändert weiter. Der Zusammenschluss der beiden Ersatzkassen für die technischen Berufe war nur konsequent: Die beruflichen Aufgaben von Ingenieuren, Technikern und Werkmeistern hatten sich stark angenähert. Zwischen den beruflichen Krankheitsrisiken der beiden Gruppen gab es kaum Unterschiede. Nach der Fusion betreuten rund 870 Hauptamtliche und fast 8000 Ehrenamtliche die Versicherten der TK. 1989 entfiel der Bindestrich und die neue Schreibweise lautet seitdem Techniker Krankenkasse.
Bei der offiziellen Aufnahme des Geschäftsbetriebes in den neuen Ländern zum 1. Januar 1991 verzeichnete die TK 234.795 Mitglieder aus den neuen Ländern. Da gleichzeitig die Mitgliederzahlen in Westdeutschland gestiegen waren, konnte die TK bald das zweimillionste Mitglied aufnehmen. Im Sommer des Jahres 1991 waren 427 hauptamtliche und über 1000 ehrenamtliche Mitarbeiter in den neuen Bundesländern tätig.
1991 gründete die TK in allen Bundesländern Landesvertretungen. Dies war ein deutliches Zeichen an die Landessozialminister, die im Herbst 1991 die Sozialversicherung regionalisieren wollten, was fast zwangsläufig zu einer Zerschlagung der bundesweit engagierten Ersatzkassen geführt hätte. Als im Januar 1993 das Gesundheits-Strukturgesetz in Kraft trat und die Rolle der Bundesländer innerhalb des Krankenkassenwesens aufwertete, hatte die TK bereits ihre Landesvertretungen aufgebaut.

### Pflegeversicherung
Die Pflegeversicherung kam zunächst nur für Leistungen für die häusliche Pflege auf, erst ab Juli 1996 übernahm sie auch die stationäre Pflege in einer Pflegeeinrichtung. Heute zahlt die Pflegeversicherung auch teilstationäre Leistungen wie Tages- oder Nachtpflege.
Seit dem 1. Januar 1995 ist die Pflegeversicherung als neuer Zweig der Sozialversicherung unter dem Dach der gesetzlichen Krankenkassen angesiedelt. Sie ist als sogenannte Teilkaskoversicherung entwickelt worden. Das heißt, dass die Leistungen aus der Versicherung einen Teil der Kosten decken, die für die Pflege eines Menschen benötigt werden.
2008 trat das Pflege-Weiterentwicklungsgesetz in Kraft. Unter anderem können Angehörige sich leichter um pflegebedürftige Verwandte kümmern. Arbeitnehmer können sich eine begrenzte Zeit freistellen lassen, um Angehörige zu pflegen. Immerhin möchte ein Großteil der Menschen lieber in der vertrauten Umgebung zu Hause versorgt werden.

### 1994 bis 1999
Die Einführung des Risikostrukturausgleichs (RSA) 1994 führte dazu, dass die TK neben den Betriebskrankenkassen zum Haupteinzahler in den Finanzausgleich wurde. Als erste Krankenkasse Deutschlands ging die TK 1996 ins Internet. Zu Beginn des Internetzeitalters war die Kommunikation per E-Mail der zentrale Punkt des neuen Angebots.
Die Techniker Krankenkasse war lange Zeit eine Berufskrankenkasse für Techniker, Ingenieure und Architekten. Durch eine Gesundheitsreform änderte sich dies ab 1996 grundlegend. Seit dieser Zeit können Versicherte ihre Krankenkasse frei wählen. Der Gesetzgeber wollte damit den Wettbewerb zwischen den Krankenkassen fördern und auch für alle Arbeiter Wahlmöglichkeiten schaffen. Die Ziele für die Versicherten waren besserer Service und eine bessere Versorgung zu geringeren Kosten. Mit der freien Wahl der Krankenkasse öffnete sich die TK für alle Berufsgruppen. Die Identität der TK stand auf dem Spiel. Daher wurde die Entscheidung des Gesetzgebers bei der TK zunächst nicht nur mit Zustimmung aufgenommen. Zwar war sie gegenüber gesellschaftlichen Neuerungen grundsätzlich positiv eingestellt, doch fürchtete sie, unter anderem durch die Aufnahme von Versicherten anderer Berufsgruppen, das eigene Profil als Berufskrankenkasse zu verlieren.

### 2000 bis heute
Am 1. Januar 2000 fusionierte sie mit der Gärtner-Krankenkasse (circa 250.000 Mitglieder).

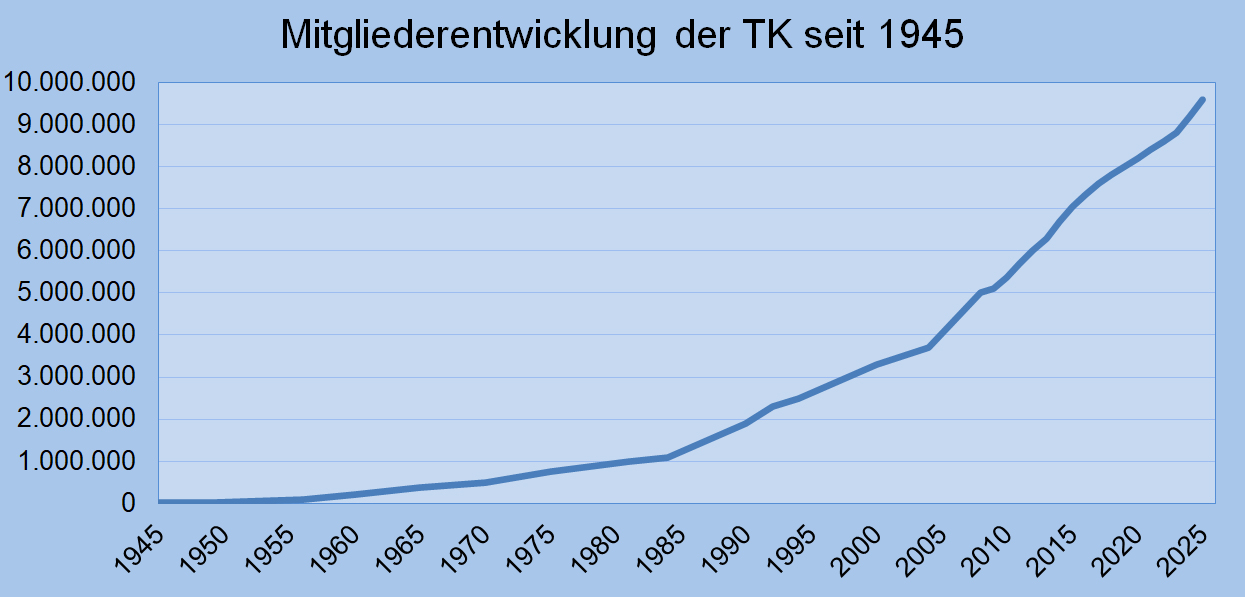
Mitgliederentwicklung der TK

Die Beschäftigten der TK gründeten 2005 den Verein FairTK, um sich in Kooperation mit der Gewerkschaft der Sozialversicherung (GdS) als Tarifvertragspartei eigenständig gewerkschaftlich zu organisieren.
Im Sommer 2006 wurde das Wissenschaftliche Institut der TK für Nutzen und Effizienz im Gesundheitswesen (WINEG) als wissenschaftliches Institut von der Techniker Krankenkasse gegründet. Die Projektergebnisse dienen als Entscheidungshilfen für Versicherte, Patienten und die TK selbst. Das WINEG ist Fördermitglied des Netzwerks Evidenzbasierte Medizin.
Zum 1. Januar 2009 erfolgte die Vereinigung mit der damals defizitär arbeitenden IKK-Direkt (929.000 Privat- und Firmenkunden) zur Techniker Krankenkasse (TK).

Logo der TK bis 2015

Im September 2016 erneuerte die Krankenkasse die Marke. Dies beinhaltete den Markennamen Die Techniker, ein überarbeitetes Logo und eine Überarbeitung der Website. Im Zuge von Werbekampagnen wurde die neue Markenidentität verbreitet.
Im Sommer 2018 wurde das WINEG als eigenständiges Institut geschlossen und die wissenschaftliche Arbeit mitsamt laufenden Forschungsprojekten in die Fachabteilungen der TK integriert.

## Struktur
Die TK mit Hauptsitz in Hamburg hat bundesweit 176 Kundenberatungen, 15 Landesvertretungen und 15.371 Mitarbeiter (davon 445 Auszubildende, davon 41 dual Studierende). Mit 9,4 Millionen zahlenden Mitgliedern und mehr als 2,7 Millionen beitragsfrei Familienversicherten ist sie eine der größten Krankenkassen Deutschlands. Darüber hinaus beraten 2.951 Ehrenamtliche in Betrieben und Hochschulen. Die Verwaltungsabläufe der TK sind in den Jahren 2000 bis 2006 grundlegend geändert worden. Das Geschäftsstellenmodell wurde aufgelöst und viele Bereiche zentralisiert.
Seit der Gesundheitsreform 2004 erlaubt der Gesetzgeber Kooperationen zwischen Krankenkassen und privaten Krankenversicherungsunternehmen. Exklusiver Kooperationspartner der TK ist die Envivas Krankenversicherung AG seit dem 1. Januar 2004.
Zuständige  Aufsichtsbehörde für die Überwachung der TK ist das Bundesamt für Soziale Sicherung (BAS) in Bonn.
Die TK gibt quartalsweise eine Mitgliederzeitschrift mit dem Titel Die Techniker – Das Magazin heraus.

## Finanzen

### Haushalt
Der Verwaltungsrat hat ein Haushaltsvolumen von rund 62,5 Milliarden Euro für das Jahr 2025 festgelegt. 48,1 Milliarden Euro sind davon für die Krankenversicherung eingeplant. Das Volumen der Leistungsausgaben wird bei 45,4 Milliarden Euro liegen. Für den Haushalt der Pflegeversicherung sind 11,7 Milliarden Euro vorgesehen. Das Volumen der Arbeitgeber-Umlagen U1 und U2 (Entgeltfortzahlung bei Krankheit bzw. Mutterschaft nach dem sogenannten Aufwendungsausgleichsgesetz) wird im Jahr 2025 rund 2,7 Milliarden Euro betragen.

### Zusatzbeitrag
Von 2021 bis Ende 2024 betrug der Zusatzbeitrag 1,2 Prozent des beitragspflichtigen Einkommens. Seit Januar 2025 erhebt die Techniker Krankenkasse einen Zusatzbeitrag von 2,45 Prozent.

### Risikostrukturausgleich
Die TK leistete in den Jahren 1994 bis Jahr 2008 Ausgleichszahlungen in den Risikostrukturausgleich in Höhe von insgesamt 50,1 Milliarden €. Mit Einführung des Gesundheitsfonds Anfang 2009 ist eine Ausweitung des Risikostrukturausgleichs in Kraft getreten. Ab diesem Zeitpunkt wird jedoch nicht mehr separat ausgewiesen, welche Kasse wie viel Geld einzahlt bzw. als Stützungszahlung erhält.

## Vorstand und Verwaltungsrat

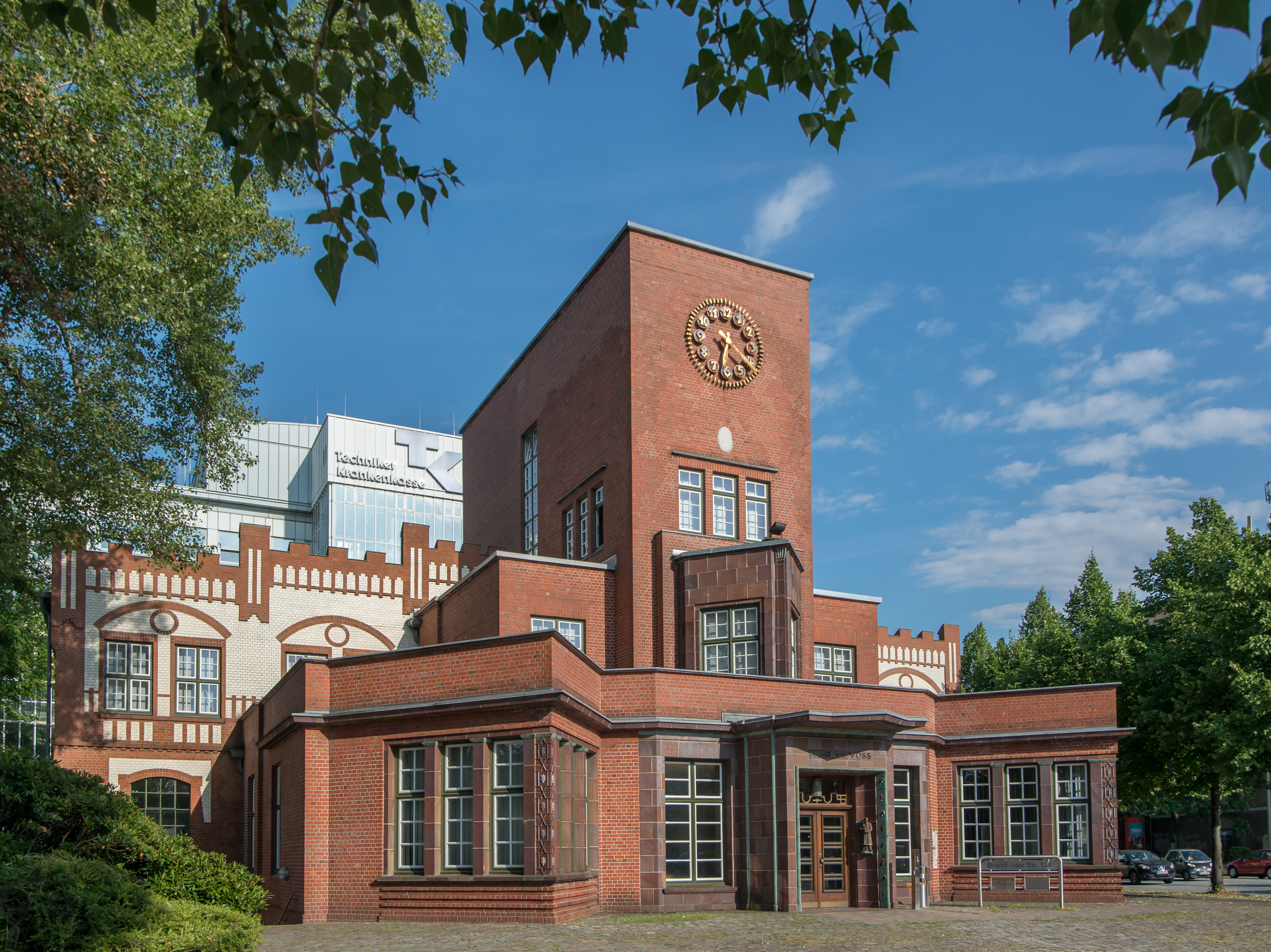
Ehemaliges Eingangsportal von Margarine-Voss. Im Hintergrund die Unternehmenszentrale der Techniker Krankenkasse

Geleitet wird die TK von einem dreiköpfigen Vorstand: Jens Baas (Vorsitzender des TK-Vorstands), Thomas Ballast (stellvertretender Vorsitzender des TK-Vorstands) und Karen Walkenhorst (Mitglied des TK-Vorstands). Die Amtszeit beträgt sechs Jahre. Die Jahresvergütung des Vorstandsvorsitzenden belief sich im Jahr 2024 auf 392.700,48 Euro. Die Position des stellvertretenden Vorstandsvorsitzenden wurde mit 342,898,68 Euro und 309.313,08 Euro für das Vorstandsmitglied vergütet. Es bestehen betriebliche Altersversorgungszusagen. Die Versorgungsleistungen sind in voller Höhe ausfinanziert (Werte: 51.349 Euro für den Vorsitzenden, 58.373 Euro für den Stellvertreter und 32.083 Euro für das Vorstandsmitglied). Dem Vorsitzenden und Stellvertreter werden zudem Dienstwagen gestellt, auch zur privaten Nutzung (steuerrechtliche 1-Prozent-Regelung: 7082,04 Euro für den Vorsitzenden; Leasingkosten für den Stellvertreter: 12.293,99 Euro).
Der Verwaltungsrat besteht aus 30 ehrenamtlichen Mitgliedern – seit Januar 2009 je zur Hälfte Versicherten- und Arbeitgebervertreter (paritätische Besetzung). Über die Zusammensetzung des Verwaltungsrates wird alle sechs Jahre in einer Sozialwahl entschieden.

## Digitalisierung
Als erste Krankenkasse in Deutschland hat die TK 2018 eine elektronische Gesundheitsakte (eGA) für ihre Versicherten bereitgestellt. Die Versicherten können selber entscheiden, welche Diagnosen, Medikamente etc. sie speichern möchten und wem sie Einsicht gewähren. Die Gesundheitsakte kann unter der Bezeichnung TK-Safe als integraler Bestandteil der TK-App genutzt werden.

## Kritik
2009 war die TK die erste Krankenkasse, die alternativmedizinische Behandlungsmethoden wie Homöopathie in ihren Leistungskatalog aufgenommen hat, deren Wirksamkeit in Studien nicht nachgewiesen werden konnte.
Die TK argumentiert seitdem, dass Homöopathie insgesamt ein positives Kosten-Nutzen-Verhältnis aufweise. Eine im Jahr 2015 veröffentlichte Studie, die 45.000 TK-Mitglieder untersuchte, kam jedoch zu dem Ergebnis, dass Patienten, die homöopathische Mittel nutzen, in einem Zeitraum von 18 Monaten deutlich mehr Kosten verursachten als eine vergleichbare Gruppe von Patienten, die dies nicht tat. Dies lag neben den Mehrkosten für Therapie und Medikamenten auch daran, dass homöopathisch behandelte Patienten länger krankgeschrieben waren. Eine Langzeitauswertung, die im Jahr 2017 veröffentlicht wurde, ergab 20 Prozent höhere Kosten über einen Zeitraum von 33 Monaten.